# Германова, Любовь Алексеевна
Любо́вь Алексе́евна Ге́рманова (род. 7 мая 1961, Москва) — советская и российская актриса кино, дубляжа и телевидения.

## Биография
Родилась 7 мая 1961 года в Москве. Старшая сестра — Евдокия Алексеевна Германова (род. 8 ноября 1959), заслуженная артистка Российской Федерации (1995).
В кино начала сниматься с пятнадцати лет.
В 1982 году окончила Всесоюзный государственный институт кинематографии (ВГИК) (актёрско-режиссёрский курс Сергея Аполлинариевича Герасимова и Тамары Фёдоровны Макаровой).
С начала 1990-х годов принимает активное участие в дублировании российских и зарубежных фильмов и сериалов. С 1997 по 1999 год являлась вторым голосом анонсов телеканала «НТВ», а также читала текст ежедневной программы передач с октября 1997 года по октябрь 1998 года вместе с Константином Кошкиным и Евгением Дворжецким. С осени 2002 по июнь 2003 года — второй голос анонсов телеканала «ТВС». С осени 2003 года — голос киноанонсов «Первого канала», также для этого телеканала озвучивает документальные фильмы. В середине 2011 года была голосом ДТВ. С 1 марта 2012 года является голосом канала «Русский роман», а с 1 февраля 2017 по 2019 год озвучивала анонсы телеканала «Синема». Также занималась озвучиванием рекламных роликов.
3 июня 2016 года была ведущей на вечере памяти Сергея Герасимова во ВГИКе.

## Личная жизнь
Замужем за кинооператором Виктором Куликовым. Сын — Максим Куликов (род. 20 октября 1984 г.), выпускник продюсерского факультета ВГИКа.

## Награды
- Благодарность Президента Российской Федерации (5 апреля 2019 года) — за заслуги в развитии отечественной культуры и искусства, многолетнюю плодотворную деятельность[6].

## Фильмография
- 1976 — Стажёр — клиент фотоателье
- 1976 — Несовершеннолетние — Катя
- 1978 — Баламут — попутчица Петра Горохова в поезде
- 1978 — Искушение
- 1980 — Юность Петра — Евдокия Лопухина[7]
- 1980 — В начале славных дел — Евдокия Лопухина
- 1981 — Вот вернулся этот парень…
- 1981 — Рождённые бурей — комсомолка
- 1981 — Крик тишины — Надя, врач
- 1983 — Люди моего аула — Наташа
- 1983 — Обман — Аня, учительница, сестра Оли
- 1983 — Среди тысячи дорог — звукооператор на радио
- 1984 — Почти ровесники — Лариса Никольская, внучка учителя
- 1984 — Очень важная персона — невеста
- 1984 — Загадка Кальмана
- 1985 — Сестра моя Люся — девушка с собакой
- 1985 — Прощание славянки — медсестра в детском доме
- 1985 — И на камнях растут деревья
- 1986 — Посторонним вход разрешён — сестра Саши Баландина
- 1986 — Пётр Великий — Ефросинья
- 1986 — Летние впечатления о планете Z — учительница
- 1986 — Была не была — Фокина, инспектор детской комнаты милиции
- 1987 — Посторонним вход разрешён (СССР, Чехословакия) — сестра Саши Баландина
- 1987 — Мио, мой Мио — мать Юм-Юма
- 1987 — Золотая свадьба
- 1988 — Воля Вселенной — учительница
- 1989 — Его батальон — Вера Веретенникова, младший сержант Красной армии
- 1989 — Имя
- 1989 — Месть — Эльза
- 1989 — Степан Сергеич — Катя Шелагина, медсестра, жена Степана Сергеича
- 1991 — Кикс — Ануся, двойник Жанны Плавской
- 1991 — Пока гром не грянет — продавец
- 1995 — Пьеса для пассажира — Валентина, первая жена Николая
- 1996 — President и его женщина
- 2000 — Дом для богатых — искусствовед
- 2003 — Евлампия Романова. Следствие ведёт дилетант (фильм № 3 «Сволочь ненаглядная») — Наташа
- 2003 — Кобра. Антитеррор (фильм № 3 «Комплекс вины») — Донцова, врач
- 2003 — Подари мне жизнь — Светлана
- 2003 — С Новым годом! С новым счастьем!
- 2004 — Близнецы (фильм № 1 «Восточное наследство») — Марина, поэтесса-наркоманка
- 2004 — Крёстный сын — Лора Бранд, секретарь и помощница писателя Василия Лозового
- 2004 — Опера. Хроники убойного отдела (фильм № 10 «Кто хочет стать миллионером») — владелица модельного агентства
- 2005 — Голова классика — Софья
- 2005 — Две судьбы 2 — судья (нет в титрах)
- 2005 — Теневой партнёр — секретарь Дронова
- 2006 — Костяника. Время лета — Полина, гувернантка
- 2006 — Бес в ребро, или Великолепная четвёрка — Варвара, фотограф, бывшая жена Игоря
- 2006 — Сыщики 5 (фильм № 8 «Школьный бал») — Галина Гагуева
- 2006 — Папенькин сынок — Ирина Марковна[8]
- 2007 — Иван Подушкин. Джентльмен сыска 2 — Кока
- 2008 — Две сестры — Галина Тимофеевна, мать Вари и Люси
- 2008 — Жизнь, которой не было — Екатерина Павловна Земская, мать Александры
- 2009 — Две сестры 2 — Галина Тимофеевна, мать Вари и Люси
- 2009 — Доярка из Хацапетовки 2: Вызов судьбе — Регина Бальзак, экономка в доме Бланк
- 2009 — Диагноз: любовь — Стелла
- 2009 — Русский крест — Агафья Дерюгина, соседка Марии
- 2009 — Я — Вольф Мессинг — Валентина Иосифовна, ассистент Вольфа Мессинга
- 2010 — Сыщик Самоваров (фильм № 3 «Богема») — Альбина Карнаухова, актриса
- 2010 — Путейцы 2 — Маргарита Крылова
- 2010 — Кукушка — Валентина Петровна, мать Романа
- 2010 — Институт благородных девиц — Мария Алексеевна Алтуфьева, княгиня
- 2010 — Доктор Тырса — Надежда Граубе, жена Фёдора Граубе
- 2011 — Доярка из Хацапетовки 3 — Регина Бальзак, экономка в доме Бланк
- 2011 — Папаши — Наталья Николаевна, мать Андрея Берёзкина
- 2011 — Физика или химия — Клара Васильевна Тарасова, директор школы, бывшая жена Роберта Туманова, опекун Риты
- 2013 — Осторожно, дети!
- 2013 — Муж счастливой женщины — Раиса Алексеевна, мать Ирины, тёща Александра
- 2013 — Сломанные судьбы — Анна Георгиевна, мать Елены
- 2014 — Физрук — Галина, сестра Олега Фомина («Фомы»)
- 2015 — Дневник свекрови — Ванесса Григорьевна, бухгалтер
- 2015 — Бегущая от любви — Ксения Ваевич
- 2015 — Нарушение правил — Ольга Викторовна Арсеньева, мать Веры
- 2015 — Дневник Луизы Ложкиной — мать Луизы, бабушка Тимофея
- 2015 — Всё могут короли — мать Миши
- 2015 — Точки опоры — Маня, бомжиха
- 2016 — Валькины несчастья — Елена Ельницкая, галерист
- 2016 — Жемчуга — Мария Ивановна, управляющая в доме художника Романа Борисовича Князева
- 2016 — Бывшие — Алёна Розова, актриса
- 2016 — Выйти замуж за Пушкина — Ирина Мстиславовна Зверева, мать Александра
- 2017 — 2021 — Детективы Анны Малышевой — Альбина Витальевна Гершензон
- 2017 — Анна Каренина — княгиня Сорокина
- 2017 — Наживка для ангела — Марина Анатольевна Разумовская, переводчица
- 2017 — Вера — Людмила, тётя и приёмная мать Веры
- 2017 — Выбор — Ольга Петровна
- 2017 — Сказки рублёвского леса — Надежда Васильевна, помощник режиссёра Николая Еремеева
- 2017 — Праздник разбитых сердец — Ида Ефимовна, мать Кеши
- 2018 — Приличная семья сдаст комнату — Анна Васильевна, мать Надежды, бабушка Евгении Валуновой
- 2018 — Свадьбы и разводы — Ирина
- 2019 — Этим летом и навсегда — Алла Юрьевна Макарова, мать Алексея
- 2019 — Рая знает всё! — Римма Павловна, эксперт
- 2020 — Одно лето и вся жизнь — Анна Ильинична Арефьева, детская писательница
- 2021 — Виктория — Наталья
- 2021 — Частная жизнь — Юлия Владимировна
- 2022 — Тот мужчина, та женщина — Елена Артёмовна
- 2022 — Нулевой пациент — мать Дмитрия Гончарова

## Дубляж и закадровое озвучивание

### Художественные фильмы
1. 1980 — «Через тернии к звёздам» — Елена Метёлкина (Нийя — версия 2001 года)[9]
2. 1998 — «Город ангелов» — Мег Райан (Мэгги Райс) (дубляж Варус-Видео)[10]
3. 2000 — «Чего хотят женщины» — Хелен Хант (Дарси Макгуайр)[8]
4. 2003 — «Любовь по правилам и без» — Дайан Китон (Эрика Барри)[8]
5. 2008 — «Мамма миа!» — Мерил Стрип (Донна)[11]
6. 2010 — «РЭД» — Хелен Миррен (Виктория Винслоу)[11]

### Мультфильмы
1. 2004 — «Шрек 2» — королева Лиллиан[10]

### Телесериалы и теленовеллы
1. 1984 — 1996 — «Она написала убийство» — Анджела Лэнсбери (Джессика Флетчер)[12]
2. 1989 — 1990 — «Просто Мария»[13] — Виктория Руффо (Мария Лопес де Каррено), Габриэла Гольдсмит (Лорена/Бетина Росси/Сеньорита Чарлок/Лусия Дуран/Монахиня Суплисио), Эванхелина Соса (Перлита (подросток)), Луси Рейна (Перлита), Мария Моретт (Маргарита), Габриэла Ассель (Ирис), Ванесса Бауче (Хулия (подросток)), Росио Брамбила (Хулия), Лола Мерино (Фернанда Амолинар), Жаклин Вольтер (Нэнси Уильямс), Флоренсия Родригес (Сестра Росенда), Лусеро Леон (Первая начальница Риты Лопес (4-я серия))
3. 1993 — 2002 — «Секретные материалы» — Джиллиан Андерсон (Дана Скалли) (закадровый перевод ОРТ)[5][14]
4. 2016 — «Великолепный век. Империя Кёсем» — Хюлья Авшар (Сафие-султан)[15]

### Видеоигры
1. 2013 — «The Last of Us» — Марлин[16]

## Озвучивание

### Телепередачи
- 2006 — «Поймать вора» («Первый канал») — закадровый голос
- 2007—2008 — «Фабрика мысли» («ТВ Центр») — закадровый голос
- 2014 — н.в. — «Минута молчания»[17] — закадровый голос
- 2017 — «Большая опера» («Россия-Культура») — закадровый перевод иностранной речи
- 2019 — «Comedy Club» («ТНТ») — закадровый голос в документальном цикле «Лучшие комики Восточные Европы, Каштан тени бульдога» (15 сезон, выпуск 2);

### Документальные фильмы
- 2005 — «Красота по-советски. Судьба манекенщицы. Регина Збарская» («Россия»)
- 2005 — «Драма Татьяны Пельтцер» («Россия»)
- 2006—2014 — «Документальное кино Леонида Млечина» («ТВ Центр»)[18]
- 2007 — «Групповой портрет с президентом» («ТВ Центр»)
- 2007 — «Рождество» («ТВ Центр»)
- 2008 — «Несмешная жизнь смешного человека. Готлиб Ронинсон» («Россия»)
- 2008 — «Космические пленники» («Первый канал»)
- 2010 — «Александр Татарский. Повелитель пластилиновых ворон» («Первый канал»)
- 2012 — «Карточные фокусы» («Россия-1»)
- 2013 — «Романовы» («Первый канал»)
- 2014 — «Цвет нации» («Первый канал») — закадровый перевод иностранной речи
- 2014 — «Людмила Гурченко. Дочки-матери» («Первый канал»)
- 2015 — «Маргарита Терехова. Отцы и дети» («Первый канал»)
- 2016 — «Игорь Тальков. Я без тебя, как без кожи» («Первый канал»)
- 2016 — «Кронштадт 1921»
- 2016 — «Фидель Кастро. Куба — любовь моя!» («Первый канал») — закадровый перевод иностранной речи
- 2016 — «Маргарита Терехова. Одна в Зазеркалье» («Первый канал»)
- 2016 — «Юрий Гальцев. Обалдеть!» («ТВ Центр»)
- 2017 — «Марина Неёлова. Я умею летать» («Первый канал»)
- 2017 — «Татьяна Тарасова. Лёд, в котором я живу» («Первый канал»)
- 2017 — «Нулевая Мировая» («Первый канал»)
- 2017 — н.в. — «Вспомнить всё» (ОТР)
- 2017 — «Русская Америка. Прощание с континентом» («НТВ») — закадровый перевод иностранной речи
- 2017 — «Георгий Вицин. Чей туфля?» («Первый канал»)
- 2017, 2019 — «Страна Советов. Забытые вожди» («Первый канал»)
- 2017 — «Дело декабристов» («Первый канал»)
- 2018 — «Крещение Руси» («Первый канал»)
- 2018 — «Евгений Дятлов. Мне никто ничего не обещал» («ТВ Центр»)
- 2018 — «Тамара Сёмина. Мне уже не больно» («Первый канал»)
- 2018 — «Леонид Агутин. От своего я не отказываюсь» («ТВ Центр»)
- 2018 — «Михаил Задорнов. Когда смешно, тогда не страшно» («ТВ Центр»)
- 2019 — «Лариса Лужина. Незамужние дольше живут» («Первый канал»)
- 2019 — «Булат Окуджава. Надежды маленький оркестрик» («Первый канал»)
- 2019 — «Борис Мокроусов. Одинокая бродит гармонь» («ТВ Центр»)
- 2019 — «Рюриковичи. История первой династии» («Первый канал»)
- 2020 — «Максим Дунаевский. Любовь нечаянно нагрянет» («Первый канал»)
- 2020 — «Вера Васильева. С чувством благодарности за жизнь» («Первый канал»)
- 2020 — «Федор Достоевский. Между адом и раем» («Первый канал»)
- 2021 — «Земля» («Первый канал»)
- 2021 — «Достоевский 201. Между адом и раем» («Первый канал»)
- 2022 — «Александр Невский» («Первый канал»)
- 2023 — «Век СССР» («Первый канал»)
- 2024 — «Татьяна Лиознова До и после Штирлица» («Первый канал»)